# Smolicze (rejon nieświeski)
Smolicze (biał. Смалічы, Smaliczy; ros. Смоличи, Smoliczi) – wieś na Białorusi, w obwodzie mińskim, w rejonie nieświeskim, w sielsowiecie Łań, nad Ceprą.

## Historia
Pod zaborami oraz w II Rzeczypospolitej wieś i folwark (majątek ziemski). W XIX i w początkach XX w. położone były w Rosji, w guberni mińskiej, w powiecie słuckim, w gminie Pociejki.
W dwudziestoleciu międzywojennym leżały w Polsce, w województwie nowogródzkim, w powiecie nieświeskim, do 1 października 1927 w gminie Lisuny, następnie w gminie Łań. W 1921 wieś liczyła 246 mieszkańców, zamieszkałych w 47 budynkach, w tym 237 Białorusinów i 9 Polaków. 227 mieszkańców było wyznania prawosławnego i 19 rzymskokatolickiego. Folwark liczył zaś 24 mieszkańców, zamieszkałych w 3 budynkach, wyłącznie Polaków. 15 mieszkańców było wyznania prawosławnego i 9 rzymskokatolickiego.
Smolicze położone były wówczas przy granicy ze Związkiem Sowieckim, która przebiegała w odległości ok. 100 m od domów zlokalizowanych na wschodnim krańcu wsi. Na początku lat 20. w Smoliczach mieściły się dwie placówki 29 Batalionu Celnego, a następnie dwie placówki 29 Batalionu Straży Granicznej. Od 1924 do 1939 przy folwarku stacjonowała kompania graniczna KOP „Smolicze”.
Po II wojnie światowej w granicach Związku Sowieckiego. Od 1991 w niepodległej Białorusi.